# Újszász tömegközlekedése
Újszász tömegközlekedését a Volánbusz (2014-ig Jászkun Volán, 2019-ig Középkelet-magyarországi Közlekedési Központ) látja el 1 autóbusszal, 4 viszonylaton, melyek csak tanítási napokon közlekednek.

## Járműpark
A 4 darab vonalat egy darab 2006-os évjáratú Enterprise Plasma szolgála ki.

## Viszonylatok
2018. január 1-jétől érvényes menetrend:
| Jel | Viszonylat                            | Megjegyzés                              | Menetrend   |
| --- | ------------------------------------- | --------------------------------------- | ----------- |
| 1   | Kastély Otthon – Nagy út (Vágóhíd út) | tanítási napokon                        | [menetrend] |
| 1A  | Kastély Otthon → Fenyő ABC            | tanítási napokon                        | [menetrend] |
| 2A  | Nagy út (Vágóhíd út) – Vasútállomás   | tanítási napokon                        | [menetrend] |
| 3   | Idősek Otthona – Vasútállomás         | tanítási napokon, kedden és csütörtökön | [menetrend] |

## Díjszabás
A helyi járat díjtételeit Újszász Város Önkormányzata és a Volánbusz között megkötött közszolgáltatási szerződés határozza meg.

## Külső hivatkozások
- A Középkelet-magyarországi Közlekedési Központ weboldala. [2016. augusztus 26-i dátummal az eredetiből archiválva]. (Hozzáférés: 2017. április 10.)
- WebInfo (valós idejű utastájékoztatás). [2017. július 15-i dátummal az eredetiből archiválva]. (Hozzáférés: 2017. április 10.)